# Ahmetler, Pazaryeri
Ahmetler là một xã thuộc huyện Pazaryeri, tỉnh Bilecik, Thổ Nhĩ Kỳ. Dân số thời điểm năm 2011 là 386 người.